# Копеечник венечный
Копеечник венечный (лат. Hedysarum coronarium) — многолетнее травянистое растение, вид рода Копеечник (Hedysarum) семейства Бобовые (Fabaceae).

## Ботаническое описание
Многолетнее травянистое растение с высотой стебля от 30 до 150 см. Образует стержневой корень, засухоустойчив. Листья длиной до 15 см непарноперистые с 5—11 листовыми фрагментами, которые эллиптические, овальные или обратнояйцевидные и 1,5—4 см длиной. Соцветия 5—15 см в длину и состоят из до 40 цветков от винно-красного до фиолетового цвета. Редко встречается альбиносная форма с белыми лепестками. Коричневые стручки[прояснить] с 1—4 чётко отделенными друг от друга частями. В каждом сегменте имеется 1 кругловатое, по бокам сплющенное, тёмное семя.
Семена сохраняют всхожесть до 10 лет.

## Распространение и экология
Страны распространения: Алжир, Марокко, Тунис, Испания, Балеарские острова, Гибралтар. Растёт от равнины до невысоких гор, населяет травянистые необрабатываемые поляны, края грунтовых дорог и канавы, в основном глинистые почвы до 1200 м. Культивируется в Южной Европе, Австралии, Индии, Бразилии и Новой Зеландии.
Более засухоустойчив, чем люцерна (Medicago). В суровые зимы вымерзает на Северном Кавказе и Закавказье. К почве мало требователен. Хорошо развивается на чернозёмах, подзолах, хрящеватых и солонцеватых почвах. Не выносит заболоченных и известковых почв.

## Химический состав
| От абсолютного сухого вещества в % | От абсолютного сухого вещества в % | От абсолютного сухого вещества в % | От абсолютного сухого вещества в % | От абсолютного сухого вещества в % |
| золы                               | протеина                           | жира                               | клетчатки                          | БЭВ                                |
| ---------------------------------- | ---------------------------------- | ---------------------------------- | ---------------------------------- | ---------------------------------- |
| 4,7—5,5                            | 15,6—19,5                          | 2,8—3,9                            | 22,3—30,4                          | 46,5—48,8                          |

Зольный остаток содержит 1,01—1,06 % кальция, 0,26—0,90 % фосфора.

## Значение и применение
По содержанию питательных веществ не уступает люцерне (Medicago) и клеверу (Trifolium). В зелёном виде и в сене скотом поедается хорошо и удовлетворительно. Сено скошенное в фазе цветения и позже поедается хуже.